# سی‌اس‌اس لارک
سی‌اس‌اس لارک (به انگلیسی: CSS Lark) یک کشتی بود که طول آن ۲۱۰ فوت ۸ اینچ (۶۴٫۲ متر) بود.